# Галенит
Галени́т (от лат. Galena — «свинцовая руда», «окалина»; устар. свинцовый блеск) — минерал из класса сульфидов, наиболее важный источник свинца. Под названием galena минерал упоминается ещё в трудах римского учёного-энциклопедиста Плиния Старшего (77 год н. э.).

## Состав и свойства
По химическому составу галенит — cульфид свинца(II) (PbS).
Галенит часто содержит примеси Ag (до 1% и более), Cd, Se и др. Свинцово-серые кристаллы и агрегаты. Твёрдость 2—3; плотность 7,4—7,6 г/см³. Цвет стальной, серый с голубоватым отливом, иногда присутствует пёстрая побежалость, блеск металлический, излом ступенчатый, хрупкий. Спайность совершенная по кубу. Образует кубические, кубооктаэдрические, реже октаэдрические кристаллы и сплошные массы. Месторождения гидротермальные и метасоматические. При контакте с воздухом галенит быстро окисляется, темнеет и теряет свой блеск. В месторождениях при выветривании галенита образуются такие минералы свинца, как церуссит и англезит. В гипергенных условиях изменяется с образованием карбонатов (например, фосгенита) и сульфатов свинца. Основная руда свинца. 

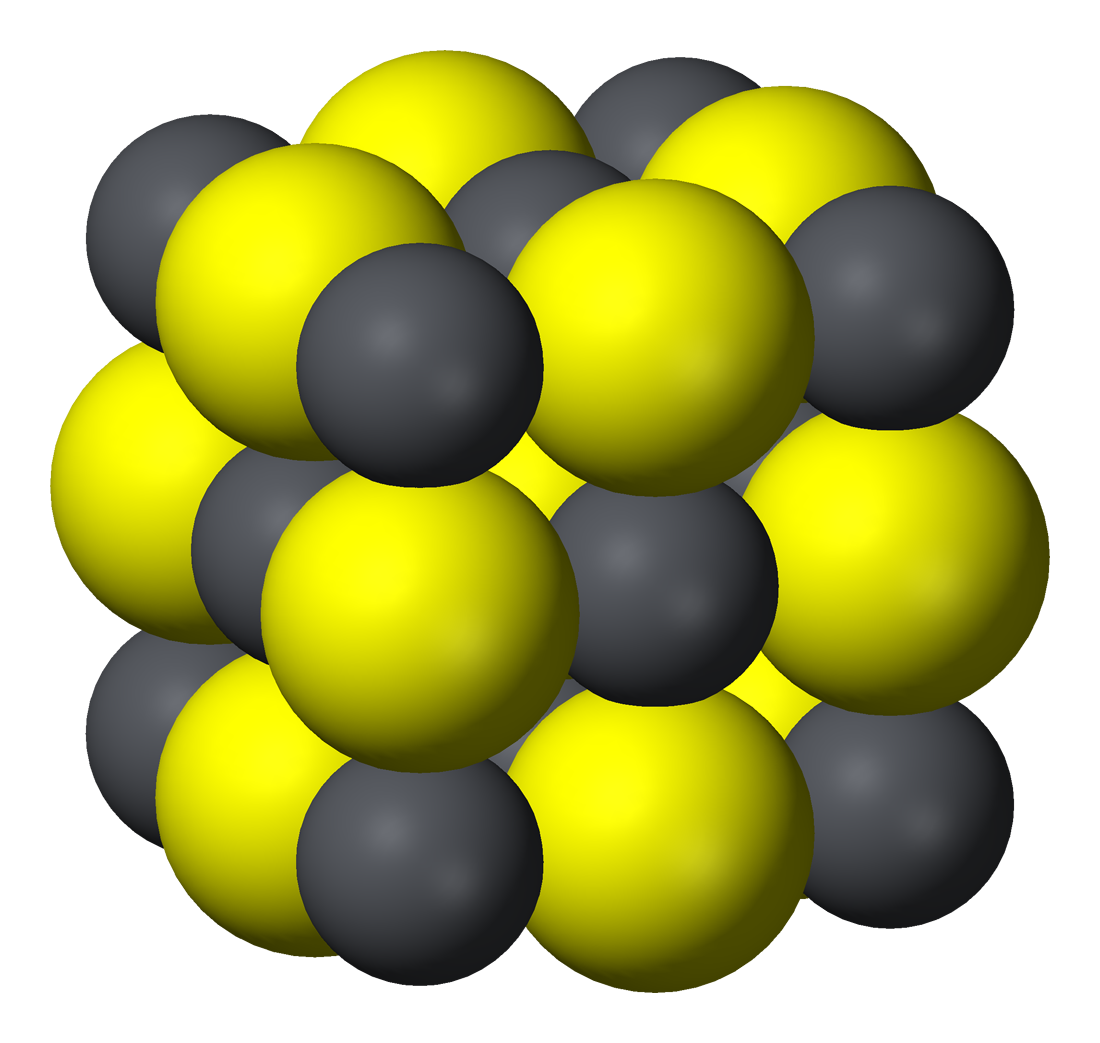
Кристаллическая структура галенита (Pb + S)

Кристаллическая структура галенита — координационного типа.
Образует кристаллы кубической сингонии, пространственная группа Fm3m, параметры ячейки a = 0,5936 нм, Z = 4.
Иногда образует твёрдые растворы с редкими изоморфными минералами клаусталитом (селенидом свинца(II) PbSe) и алтаитом (теллуридом свинца(II) PbTe).
Полупроводник с небольшой шириной запрещенной зоны около 0,4 эВ, находил применение в ранней радиотехнике. Обладает детекторными свойствами, кристалл мог использовать в качестве точечного диода совместно с контактирующей с ним острой проволокой в детекторных радиоприемниках для выпрямления переменного тока радиосигнала.

## Отличия
Галенит легко определяется по характерному «свинцово-серому» цвету и интенсивному «серебристому» блеску, а также по присущей этому минералу большой плотности.
От арсенопирита галенит отличается по цвету, более высокой плотности, низкой твёрдости, спайности по кубу.

## Распространение
Галенит является одним из наиболее распространенных гидротермальных сульфидов. Он часто встречается в виде плотных зернистых масс свинцово-серого цвета вместе со сфалеритом, пиритом, халькопиритом, кварцем, флюоритом, карбонатами. 
Мировым лидером по добыче галенита являются США, за ними следуют Россия, Австралия, Канада и Мексика. В Африке галенит добывают в Марокко и Намибии, но месторождения этих стран близки к истощению. Древние рудники галенита в Центральной и Северной Европе (Германия, Чехия, Великобритания и Франция) практически исчерпаны. То же можно сказать и об Испании, занимавшей в своё время лидирующие позиции в добыче галенита.
Предположительно существует на Венере, образуя вместе с сульфидом висмута поверхностный слой некоторых возвышенностей.